# Ochotona nubrica
Ochotona nubrica is een zoogdier uit de familie van de fluithazen (Ochotonidae). De wetenschappelijke naam van de soort werd voor het eerst geldig gepubliceerd door Thomas in 1922.

## Voorkomen
De soort komt voor in Bhutan, China, India, Nepal en Pakistan.
Altaifluithaas (O. alpina) · Ochotona argentata · Ochotona cansus · Alaskafluithaas (O. collaris) · Ochotona coreana · Zwartlipfluithaas (O. curzoniae) · Daurische fluithaas (O. dauurica) · Chinese rode fluithaas (O. erythrotis) · Ochotona flatcalvariam · Forrest's fluithaas (O. forresti) · Ochotona hoffmanni · Ochotona huanglongensis · Noordelijke fluithaas (O. hyperborea) · Ili fluithaas (O. iliensis) · Koslov's fluithaas (O. koslowi) · Ladak fluithaas (O. ladacensis) · Grootoorfluithaas (O. macrotis) · Ochotona mantchurica · Ochotona nubrica · Ochotona opaca · Mongoolse fluithaas (O. pallasi) · Noord-Amerikaanse fluithaas (O. princeps) · Dwergfluithaas (O. pusilla) · Ochotona qionglaiensis · Himalayafluithaas (O. roylei) · Perzische fluithaas (O. rufescens) · Rode fluithaas (O. rutila) · Ochotona sacraria · Ochotona sikimaria · Ochotona syrinx · Tibetaanse fluithaas (O. thibetana) · Ochotona thomasi · Ochotona turuchanensis · Ochotona vizier